# Superintendência de Polícia Técnico-Científica (Goiás)
A Superintendência de Polícia Técnico-Científica é o órgão de Atividades Técnico-Científicas da Polícia do Estado de Goiás, conforme a Constituição do Estado de Goiás (artigo 123 § 2.º). Tem como função coordenar, planejar e executar as atividades relacionadas à Investigação Criminal Técnico-Científica do Estado através de suas respectivas Unidades.
É desvinculada administrativamente da Diretoria Geral da Polícia Civil. A Polícia Científica de Goiás é subordinada diretamente à Secretaria de Segurança Pública e Justiça e trabalha em estreita cooperação com as demais Polícias Estaduais. A Polícia Científica de Goiás é composta por 3 Institutos (que funcionam na Capital).

## Instituto de Criminalística Leonardo Rodrigues (IC/SPTC)
Responsável pela Perícia Criminal em locais de crimes / contravenções penais / atos infracionais, objetos relacionados, armas e munições, drogas, etc. O IC/SPTC, por sua vez, subdivide-se em 02 Coordenadorias, a de Perícias Externas (que funciona em regime de plantão, 24 horas por dia, com equipes que se deslocam aos cenários onde houve infração penal), e a de Perícias Internas (que funciona em regime de expediente, analisando objetos e amostras coletados nos cenários, ou encaminhados pelas Autoridades Policiais após apreensão).
Seções Internas do IC/SPTC:
- Balística;
- Laboratório Químico;
- Laboratório de Biologia e DNA Forense;
- Papiloscopia;
- Evidências Diversas;
- Informática;
- Áudio e Vídeo;
- Identificação Veicular;
- Documentoscopia;
- Engenharia Legal e Meio Ambiente.

## Instituto de Identificação (II/SPTC)
Responsável pela Identificação Civil (emissão da Carteira de Identidade) e Criminal (relativa aos presos encaminhados pelas Autoridades Policiais), Perícia necropapiloscópica (identificação cadavérica com base em impressões papilares), emissão do Atestado de Antecedentes Criminais. No II/SPTC funciona ainda o terminal do AFIS (Automated Fingerprinting System), que opera em parceria com o DPF (Departamento de Polícia Federal).

## Instituto Médico-Legal Aristoclides Teixeira (IML/SPTC)
Responsável pela Perícia Médico-Legal no vivo e no morto, realizando diuturnamente exames imprescindíveis na apuração de crimes contra a pessoa, contra a dignidade sexual, entre outros. No IML/SPTC funciona ainda o SAFOL (Seção de Antropologia Forense e Odontologia Legal), responsável pela identificação de ossadas humanas e de cadáveres carbonizados.
Além dos Institutos, a SPTC conta ainda com unidades estrategicamente posicionadas no território goiano, de modo a cobrir 100% da área do Estado, a saber:
- 1º Núcleo Regional de Polícia Técnico-Científica de Aparecida de Goiânia
- 2º Núcleo Regional de Polícia Técnico-Científica de Cidade de Goiás
- 3º Núcleo Regional de Polícia Técnico-Científica de Formosa
- 4º Núcleo Regional de Polícia Técnico-Científica de Morrinhos
- 5º Núcleo Regional de Polícia Técnico-Científica de Rio Verde
- 6º Núcleo Regional de Polícia Técnico-Científica de Ceres
- 7º Núcleo Regional de Polícia Técnico-Científica de Uruaçu
- 8º Núcleo Regional de Polícia Técnico-Científica de Catalão
- 9º Núcleo Regional de Polícia Técnico-Científica de Iporá
- 10º Núcleo Regional de Polícia Técnico-Científica de Anápolis
- 11º Núcleo Regional de Polícia Técnico-Científica de Jataí
- 12º Núcleo Regional de Polícia Técnico-Científica de Itumbiara
- 13º Núcleo Regional de Polícia Técnico-Científica de Quirinópolis
- 14º Núcleo Regional de Polícia Técnico-Científica de Luziânia

## Cargos
SPTC-GO é composta dos seguintes cargos efetivos:
- Perito Criminal
- Médico Legista
- Odonto-Legista - Cargo criado pela Lei Estadual 15.490/2005
- Papiloscopista Policial / Identificador* / Dactiloscopista* (Nomenclaturas antigas)
- Auxiliar de Autópsia
- Auxiliar de Laboratório
- Fotógrafo Criminalístico
- Desenhista Criminal

A SPTC dispõe ainda da Gerência de Ensino Policial Técnico-Científica, responsável pelos Cursos de Formação, e pelos treinamentos permanentes aos quais todos os Policiais Científicos goianos têm acesso. A GEPTC funciona ainda com estreita integração com as demais Gerências de Ensino da SAESP (Superintendência da Academia Estadual da Segurança Pública), ocorrendo permanente intercâmbio entre os membros de todas as Instituições Policiais goianas. Por fim, há ainda cursos oferecidos para a a sociedade em geral, como programas de treinamento para integrantes do SAMU (cursos como o de isolamento e preservação de local de crime), e para universitários em geral (programa "SPTC recebe a Universidade"), esse último visando a uma maior aproximação entre a Polícia e a comunidade acadêmica.